# يوم الجمهورية الإسلامية (إيران)

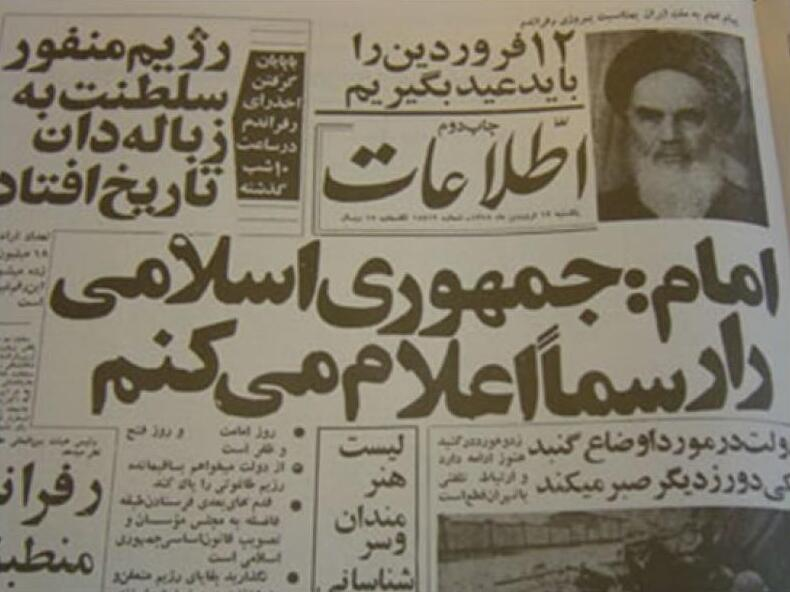

يوم جمهورية إيران الإسلامية (بالفارسية: روز جمهوری اسلامی ایران) هو يوم 12 فروردين في تقويم هجري شمسي في إيران. هذا اليوم هو عطلة وطنية وعامة في إيران. وفي التقويم الهجري الشمسي الإيراني، يتم تسجيل هذا اليوم كذكرى تأسيس الجمهورية الإسلامية في إيران عام 1979 ويحتفل بها الناس.
بعد شهرين من انتصار الثورة الإسلامية في عام 1979، أجرت الحكومة الجديدة استفتاء إقامة الجمهورية الإسلامية في إيران في 10 و 11 من فروردين (30 و 31 مارس) لتغيير الدولة البهلوية مع جمهورية إسلامية. في 12 فروردين، أعلن نتائج الاستفتاء أن 98.2 في المئة من الشعب الإيراني قد صوتوا لصالح إقامة الجمهورية الإسلامية.
قبل استفتاء الجمهورية الإسلامية، اقترحت بعض المجموعات السياسية اسما مختلفا لأيديولوجية الثورة الإيرانية مثل الجمهورية (بدون الإسلام) أو الجمهورية الديمقراطية. ولكن روح الله الخميني، مؤسس جمهورية إيران الإسلامية، طلب من الناس التصويت لصالح الجمهورية الإسلامية، ولا كلمة أكثر وليس كلمة واحدة أقل.
12 فروردين هو كتاب عن أحداث يوم الجمهورية الإسلامية بقلم سعيد زاهيدي. كما تم نشر كتب أخرى حول هذا اليوم.